# باتريس برون
باتريس برون (بالفرنسية: Patrice Brun)‏ هو مؤرخ فرنسي، ولد في 1953 في بيساك في فرنسا.